# Chan Ming Tai
Chan Ming Tai (tên tiếng Trung: 陳銘泰, sinh ngày 30 tháng 1 năm 1995), còn được biết đến với tên Theophilius Chan, là một vận động viên đến từ Hồng Kông, chuyên về môn nhảy xa. Anh được huấn luyện bởi bà Chan Wai Yin và Tiến sĩ Anthony Giorgi. Tại Thế vận hội Mùa hè năm 2015, anh đứng thứ 4 với một cú nhảy 7,89m (0,9). Tại Giải vô địch trong nhà châu Á năm 2016 tại Doha, anh giành huy chương đồng với một cú nhảy 7,85m. Tại Giải vô địch châu Á năm 2017 tại Bhubaneswar, anh giành huy chương bạc với một cú nhảy 8,03m.
Kỷ lục cá nhân của anh trong môn thi này là 8,12m, được thiết lập tại Giải vô địch Hồng Kông năm 2016. Đây hiện là kỷ lục quốc gia.

## Kỷ lục thi đấu
| Năm                    | Giải đấu                                                                   | Địa điểm               | Thứ hạng               | Nội dung               | Chú thích              |
| Representing Hồng Kông | Representing Hồng Kông                                                     | Representing Hồng Kông | Representing Hồng Kông | Representing Hồng Kông | Representing Hồng Kông |
| ---------------------- | -------------------------------------------------------------------------- | ---------------------- | ---------------------- | ---------------------- | ---------------------- |
| 2013                   | Giải vô địch điền kinh châu Á 2013                                         | Pune, India            | 16                     | Nhảy xa                | 7.13 m                 |
| 2013                   | Điền kinh tại Đại hội Thể thao Đông Á 2013                                 | Tianjin, China         | 6                      | Nhảy xa                | 7.38 m                 |
| 2014                   | Giải vô địch điền kinh trẻ châu Á 2014                                     | Taipei, Taiwan         | 2                      | Nhảy xa                | 7.70 m                 |
| 2014                   | World Junior Championships                                                 | Eugene, United States  | 14                     | Nhảy xa                | 7.27 m                 |
| 2014                   | Điền kinh tại Đại hội thể thao châu Á 2014                                 | Incheon, South Korea   | 5                      | Nhảy xa                | 7.73 m                 |
| 2015                   | Asian Championships                                                        | Wuhan, China           | 9                      | Nhảy xa                | 7.44 m                 |
| 2015                   | Điền kinh tại Đại học Mùa hè 2015                                          | Gwangju, South Korea   | 4                      | Nhảy xa                | 7.89 m                 |
| 2016                   | Asian Indoor Championships                                                 | Doha, Qatar            | 3                      | Nhảy xa                | 7.85 m                 |
| 2016                   | Điền kinh tại Thế vận hội Mùa hè 2016                                      | Rio de Janeiro, Brazil | 17                     | Nhảy xa                | 7.79 m                 |
| 2017                   | Asian Championships                                                        | Bhubaneswar, India     | 2                      | Nhảy xa                | 8.03 m                 |
| 2017                   | Điền kinh tại Đại học Mùa hè 2017                                          | Taipei, Taiwan         | 11                     | Nhảy xa                | 7.44 m                 |
| 2017                   | Điền kinh trong nhà tại Đại hội Thể thao Trong nhà và Võ thuật Châu Á 2017 | Ashgabat, Turkmenistan | 3                      | Nhảy xa                | 7.44 m                 |
| 2018                   | Asian Games                                                                | Jakarta, Indonesia     | 7                      | 4 × 100 m relay        | 39.48                  |
| 2018                   | Asian Games                                                                | Jakarta, Indonesia     | 17                     | Nhảy xa                | 7.11 m                 |
| 2019                   | Asian Championships                                                        | Doha, Qatar            | 17                     | Nhảy xa                | 7.31 m                 |
| 2019                   | Điền kinh tại Đại học Mùa hè 2019                                          | Naples, Italy          | 16                     | Nhảy xa                | 7.52 m                 |